# Provincia de Gotlandia
La provincia de Gotlandia (en sueco: Gotlands län) es una provincia (län) de Suecia. Tiene una población estimada, a fines de septiembre de 2022, de 61 205 habitantes.
Su territorio coincide con la provincia histórica (landskap) homónima. Tiene una única municipalidad (actualmente llamada "Región Gotland") y es la provincia menos poblada del país.
Gotland comprende varias islas localizadas en el mar Báltico, al este de la península escandinava y al norte de Polonia, siendo las mayores la isla de Gotland y la isla de Fårö. Con 2994 km², Gotlandia es la mayor isla sueca de todo el Báltico. Junto con otras islas menores (Karlsöärna y Gotska Sandön) constituían la histórica provincia de Gotia, que comprendía la comarca sueca homónima. La provincia actual tiene una superficie de 3183.7 km².
La principal población y sede del gobierno de Gotland es Visby, una antigua ciudad hanseática fundada en el siglo X, que fue declarada Patrimonio de la Humanidad en 1995.

## Administración
Suecia consta de 21 provincias y en cada una de ellas hay una Junta Administrativa, que debe trabajar para garantizar que las metas nacionales tengan impacto en la provincia y, al mismo tiempo, tener en cuenta las condiciones regionales.
El gobernador de la provincia es el jefe de la Junta Administrativa y es designado directamente por el Gobierno.